# Alain Rousseau
Pour les articles homonymes, voir Rousseau.
Alain Rousseau est un entraîneur polynésien de football. Il a notamment dirigé l'équipe de Tahiti durant l'année 1998, à l'occasion de la Coupe d'Océanie après avoir remporté la Coupe de Polynésie.

## Biographie
En 1998, Alain Rousseau est choisi par les dirigeants de la fédération tahitienne afin de succéder à Richard Vansam à la tête de la Tahiti. Le principal challenge est la qualification pour la phase finale de la Coupe d'Océanie 1998, par le biais de la Coupe de Polynésie, qui sert de phase qualificative. 
En septembre, Rousseau et ses hommes se retrouvent à Rarotonga aux Îles Cook afin d'affronter quatre autres nations polynésiennes : le pays organisateur, les Samoa, les Tonga et les Samoa américaines. Seules les deux meilleures équipes obtiennent le droit de se qualifier pour la phase finale continentale. Tahiti surclasse la compétition, battant facilement tous ses adversaires grâce à une attaque performante (vingt-sept buts inscrits) et une défense de fer (un seul but encaissé). Quelques jours plus tard, c'est à Brisbane, ville hôte de l'ensemble des rencontres de la Coupe d'Océanie que les Toa Aito débutent la compétition. Rousseau connaît sa première défaite face aux Kiwis néo-zélandais (1-0) avant de voir son équipe s'imposer contre Vanuatu sur le score de cinq buts à un. En demi-finale, les Tahitiens chutent face aux Socceroos australiens puis perdent le match de classement contre les Fidji 4-2. Cette quatrième place est une réelle déception pour le football tahitien, qui était jusqu'alors toujours parvenu en finale de la Coupe d'Océanie et met un terme au contrat entre Rousseau et la fédération, qui décide de le remplacer par le Grec Leon Gardikiotis.
Le bilan de Rousseau à la tête de l'équipe de Tahiti est le suivant : 8 matchs, 5 victoires et 3 défaites. En dépit des huit matchs joués, il n'est resté qu'un mois à la tête de la sélection, de septembre à octobre 1998. Il a également eu sous ses ordres deux futurs sélectionneur de l'équipe tahitienne : Patrick Jacquemet et Eddy Etaeta.

## Palmarès
- Coupe de Polynésie :
  - Vainqueur en 1998 avec Tahiti